# TV Cultura Rio
TV Cultura Rio é uma emissora de televisão educativa brasileira concessionada em São Gonçalo, porém sediada em Niterói, ambas cidades do estado do Rio de Janeiro. Opera no canal 32 (31 UHF digital) e é afiliada à TV Cultura. Pertence à Fundação Universo, que também mantém a Rádio Mania e a Universidade Salgado de Oliveira. Seus estúdios ficam no campus Niterói da Universidade Salgado de Oliveira, e sua antena de transmissão está no alto do Morro do Sumaré, na capital fluminense. Desde 14 de abril de 2025, a emissora passou a ser administrada também pela Fundação Padre Anchieta.

## História

### TV Passaponte (2006–2017)
Na tarde de 6 de maio de 2006, entra no ar pelo canal 32 UHF de São Gonçalo, após dias de testes, a então TV Passaponte, retransmitindo a programação da TV Cultura. Em 11 de junho de 2006, a emissora lançou sua logomarca, que consistia em um desenho da Ponte Rio-Niterói ao lado de uma esfera com os dizeres "TV", e seu site oficial na noite do mesmo dia.
Em 29 de junho de 2007, a TV Passaponte se desfilia da TV Cultura e passa a retransmitir a programação da SescTV. Durante esse período, a emissora praticamente se restringiu à retransmissão da programação da rede.
À meia-noite de 16 de junho de 2012, a TV Passaponte deixa de retransmitir a SescTV e passa a retransmitir a programação da Rede Mundial, emissora que transmite os cultos da Igreja Mundial do Poder de Deus. Em 3 de dezembro de 2014, a TV Passaponte rompe sua afiliação com a Rede Mundial. No mesmo dia, passa a retransmitir os programas da Rádio Mania através do TV Mania.
Em fevereiro de 2015, devido às fortes chuvas que ocorreram na Região Metropolitana do Rio de Janeiro, a emissora teve suas antenas transmissoras danificadas, fazendo com que ficasse fora do ar durante alguns dias. O problema foi resolvido rapidamente, ainda na mesma semana do ocorrido.
Em 19 de julho de 2015, a TV Passaponte volta a ser afiliada à TV Cultura. Em outubro, um transmissor da TV Passaponte para de funcionar novamente, deixando a emissora fora do ar por um longo período até o restabelecimento do sinal. Depois de um tempo, a emissora encerra a produção de sua programação local, se tornando, novamente, uma mera retransmissora de rede. Já em março de 2016, a emissora tem um problema técnico, desta vez, por motivos desconhecidos, fazendo com que exibisse apenas uma tela vermelha, sem emitir áudio. O problema também foi resolvido dias depois. E em 16 de maio de 2017, a TV Passaponte, juntamente com algumas outras emissoras da região, sofre uma espécie de apagão a partir do parque de transmissores do Morro do Sumaré. O sinal foi restabelecido por volta das 22h40, sendo que outras três emissoras (TV Aparecida, TV Brasil e NGT) ainda não tinham voltado ao ar.

### TV Universo (2017–2025)
Em 9 de outubro de 2017, a TV Passaponte muda seu nome para TV Universo, com a pretensão de reativar a produção de programação local e lançar o sinal digital. Ambos os planos foram adiante e concretizados.

### TV Cultura Rio (2025–presente)
No dia 12 de fevereiro de 2024, a TV Villa Real, do Rio de Janeiro, trocava o sinal da TV Escola pelo da TV Cultura, do mesmo modo que o canal passou a adotar o nome TV Cultura Rio. Apesar da mudança, a TV Universo seguiu como afiliada ao canal paulista, fazendo com que a região fluminense tivesse três sinais da mesma emissora, sendo um no 16.1, outro no 16.3 através do Multicultura e o 32.1 da Universo.
Posteriormente, a TV Cultura Rio sairia do ar e após alguns meses de negociações, a Fundação Padre Anchieta e a Fundação Universo decidiram assumir juntas a programação da TV Cultura, fazendo com que a TV Universo adotasse o nome já usado pela frequência 16.1 (desativada) a partir do dia 14 de abril de 2025.

## Programação local
Em toda sua existência, as tentativas de a emissora produzir programação local sempre foram interrompidas. Em 13 de junho de 2006, um mês após sua inauguração, a então TV Passaponte exibe o primeiro programa local, Copa no Papo, que consistia em debates sobre a Copa do Mundo na Alemanha. Com o fim do evento, o programa, consequentemente, sai do ar. Somente em 29 de julho de 2011 a emissora volta a levar ao ar uma produção local - a transmissão ao vivo do Niterói em Moda, realizado no Teatro Popular Oscar Niemeyer. Na ocasião, a emissora contou com uma unidade móvel externa, sistema de vídeo e captação de áudio e de imagens simultâneas de quatro câmeras, que envolveu dez profissionais. Na época, a emissora tinha como objetivo entrar, de forma fixa, com dois programas ao vivo, na pretensão de aproveitar os estudantes do curso de Jornalismo da Universidade Salgado de Oliveira. O projeto, no entanto, não foi adiante.
Em maio de 2013, a emissora investe em novos programas, estreando o jornalístico Passaponte Notícias, o policialesco Chumbo Grosso e o programa de moda e variedades Dicas Valiosas. Todos saem do ar em 2015. Com a pretensão de retomar a produção de programação local, a já reformulada TV Universo passa a exibir, a partir de 19 de novembro de 2017, o programa TV Mania, mostrando os bastidores e as participações de cantores no estúdio da Rádio Mania. Em fevereiro de 2018, a emissora estreia o Boletim TV Universo, que apresenta um resumo de notícias diárias. Entre 18 de junho e 17 de julho, a emissora produz uma nova versão do Copa no Papo após doze anos da exibição original do programa, dessa vez sobre a Copa do Mundo na Rússia, sendo exibido um dia após cada jogo da Seleção Brasileira.

## Sinal digital
| Canal virtual | Canal digital | Resolução de tela | Programação                                       |
| ------------- | ------------- | ----------------- | ------------------------------------------------- |
| 32.1          | 31 UHF        | 1080i             | Programação principal da TV Universo / TV Cultura |

A emissora lançou seu sinal digital em 18 de outubro de 2017, nove dias após sua reformulação visual.
Transição para o sinal digital
Com base no decreto federal de transição das emissoras de TV brasileiras do sinal analógico para o digital, a TV Universo, bem como as outras emissoras da Região Metropolitana do Rio de Janeiro, cessou suas transmissões pelo canal 32 UHF em 22 de novembro de 2017, seguindo o cronograma oficial da ANATEL.